# Until the Quiet Comes
Until the Quiet Comes è il quarto album ufficiale del musicista statunitense Flying Lotus, uscito il 26 settembre 2012 per l'etichetta Warp Records. Dopo aver pubblicato Cosmogramma, Flying Lotus continuò la collaborazione col bassista della Brainfeeder Thundercat, e cominciò a lavorare con lui su nuova musica. Per questo album, si è lasciato influenzare da percussioni e ritmi della musica africana, da musica psichedelica, dal concetto del subconscio umano e da mondi sognanti. Utilizzò anche diverse tecniche di mixaggio oltre che diverse dinamiche di produzione. Lavorò al disco per circa due anni, nella sua casa a Los Angeles, utilizzando il software di produzione Ableton Live, oltre a vari altri strumenti e software. Inoltre per questo disco si è avvalso di collaborazioni di vocalist come Erykah Badu, Thom Yorke, Laura Darlington e Niki Randa.
Il disco si può caratterizzare come un disco di jazz elettronico, infatti incorpora diversi elementi di free jazz, varie tonalità musicali e scale contratte. Le canzoni sono caratterizzate da voci spettrali, parti di batteria irregolari, pulsanti strutture percussive, linee di basso tremanti, morbidi sintetizzatori e samples fluttuanti. L'album è come se raccontasse un sogno, un viaggio astratto, e lo stesso artista crede possa essere interpretato univocamente dagli ascoltatori Lo si interpreta come una colonna sonora dei sogni, oltre che un'introspezione emotiva dell'artista.
L'album ha debuttato al numero 34 della US Billboard 200 e ha venduto 13 000 copie nella prima settimana. Al momento della sua uscita il disco ricevette recensioni entusiastiche della critica musicale, che ha elogiato la sua musica complessa e la sua capacità di interagire col suono.

## Tracce
1. All In – 2:59
2. Getting There (feat. Niki Randa) – 1:49
3. Until the Colours Come – 1:07
4. Heave(n) – 2:22
5. Tiny Tortures – 3:03
6. All the Secrets – 1:56
7. Sultan's Request – 1:42
8. Putty Boy Strut – 2:53
9. See Thru to U (feat. Erykah Badu) – 2:24
10. Until the Quiet Comes – 2:40
11. DMT Song (feat. Thundercat) – 1:19
12. The Nightcaller – 3:29
13. Only If You Wanna – 1:42
14. Electric Candyman (feat. Thom Yorke) – 3:32
15. Hunger (feat. Niki Randa) – 3:39
16. Phantasm (feat. Laura Darlington) – 3:51
17. me Yesterday//Corded – 4:39
18. Dream to Me – 1:36

## Crediti
- Sam Baker – compositore
- Brandon Coleman – tastiere
- Jean Coy – batterie
- Daddy Kev – mastering
- Laura Darlington – compositrice, voce
- Dorian Concept – tastiere
- Erykah Badu – compositrice, voce
- Miguel Atwood Ferguson – archi
- Flying Lotus – compositore, produttore
- Jonny Greenwood – compositore
- The Integration Players – archi
- Dan Kitchens – fotografia
- Austin Peralta – compositore, tastiere
- Niki Randa – compositrice, voce
- Stephen Serrato – art direction, design
- Thundercat – basso, compositore, voce
- Thom Yorke – compositore, voce